# Lareiga malaisei
Lareiga malaisei là một loài tò vò trong họ Ichneumonidae.